# Hipparchia sbordonii
Hipparchia sbordonii is een vlinder uit de onderfamilie Satyrinae van de familie Nymphalidae (aurelia's). De wetenschappelijke naam is voor het eerst geldig gepubliceerd in 1984 door Kudrna.
De soort komt voor in Europa.
1. ↑  (en) Hipparchia sbordonii op de IUCN Red List of Threatened Species.